# Нусрат ад-Дін Абу-Бакр
Нусрат ад-Дін Абу-Бакр (д/н—1210) — 4-й великий атабек Держави атабеків у 1191—1210 роках. За його панування почався занепад династії Ільдегізидів.

## Життєпис
Син великого атабека Мухаммеда Джахана Пахлавана і Кутайби-хатун. Народився, ймовірно, в Гамадані. Перед смертю батька у 1186 році призначається намісником Гамадану. Зберігав вірність стрийкові Кизил Арслана, коли той став новим великим атабеком. Скористався вбивством останнього у 1191 році задля захоплення влади.
Зумів зайняти Арран і Азербайджан. Втім в Гамадані та Реї влада опинилася у зведених братів Аба-Бакра (синів Інанджа-хатун, що влаштували вбивство Кизил Арслана) — Кутлуг-Інандж Махмуда й Амір Амірана Умара. Скориставшись цими подіями колишній іракський султан Тогрул III втік з в'язниці. Абу-Бакр організував переслідування колишнього султана. Біля Рея об'єднався з Аміром Аміраном Умаром. Але 1192 року Тогрул III в битві біля Казвіна перемагає Кутлуг-Інанча й знову стає султаном в Гамадані. За цих обставин Рей було захоплено військами хорезмшаха. Влада самого великого атабека Абу-Бакра обмежилася Арраном.
1193 року Кутлуг-Інанч захопив Тебріз. До нього доєднався Аміран Умар. Разом вони виступили проти Абу-бакра, проте зазнали нищівної поразки. 1194 року за підбурюванням Амірана Умара проти великого атабека виступили Ширван і Грузія. У битві біля Шамхора Абу-Бакр зазнав поразки. Атабек відступив до байлакану, де зазнав нової поразки. Невдовзі без бою здалася Гянджа.
Під впливом поразок Абу-Бакр поступово відходив від державних справ. 1194 року після смерті брата Амірана Умара вдалося відвоювати Гянджу. Проте новий наступ очолила грузинська цариця Тамара. Невдовзі військами останньої було захоплено Двін. Сам атабек перебрався до Тебріза. Водночас Гамадан і Казвін було захоплено багдадським халіфом ан-Насіром. Але Абу-Бакр зумів зберегти гарні стосунки з хорезмшахом Текішем, який планував передати атабеку Рей. Втім останній було захоплено Гьокчі, одним з мамлюків Джахана Пахлавана. У 1197 році Абу-Бакр зумів відвоювати Гамадан. Тут він займався розвагами та пияцтвом, що змусило його емірів перейти на бік Гйокчі, який невдовзі зайняв Гамадан. Сам атабек повернувся до Тебрізу.
З 1204 року володіння Абу-Бакра стали зазнавати ударів грузинських військ, що вдиралися сюди щорічно. Влада Абу-Бекра обмежилася Південним Азербайджаном. Водночас Абу-Бакр вимушений був відбивати набіги хорезмійців. 1208 року великий атабек зумів захопити Марагу. 1210 року грузинське військо взяло в облогу Тебриз, яку вимушений був сплатити великий викуп. Невдовзі після цього Абу-Бакр помер. Владу успадкував його зведений брат Узбек.